# La Oreja de Van Gogh
La Oreja de Van Gogh je španjolski-baskijski pop sastav osnovan 1996. od mladih glazbenika koji su se upoznali na studiju u San Sebastianu.
Prvi album Dile objavljuju 1998. a album se vrlo brzo penje na vrh španjolske top ljestvice i dobiva nagradu Premio Ondas al Artista del Año. Poslije velikog broja turneja objavljuju dva nova albuma: El viaje de Copperpot i Lo que te conté mientras te hacias la dormida kao i dva DVDa: La oreja de Van Gogh s materijalom s njihova prva dva albuma i Live-DVD Lo que te conté mientras te hacias la dormida, Gira 2003.

## Diskografija

### Albumi
Studijski:
- Dile al Sol (1998.)
- El viaje de Copperpot (2000.)
- Lo que te conté mientras te hacías la dormida (2003.)
- Guapa (2006.)
- A las cinco en el Astoria' (2008.)
- Más guapa (2006.)
- Guapa (2007.) (Italija)
- A las Cinco en el Astoria (2008.)
- Caminos Que Cruzamos Bajo el Sol de Invierno (2011.)
- El Planeta Imaginario (2016.)

Kompilacije:
- La Oreja de Van Gogh - Gira (2003.)
- París (2004.)
- LOVG 1996. – 2006. (2006.)
- LOVG - Grandes éxitos (2008.)
- Nuestra Casa a la Izquierda del Tiempo (2009.)

### Singlovi
- "El 28" (1998.)
- "Soñaré" (1998.)
- "Cuéntame al oído" (1998.)
- "Pesadilla" (1999.)
- "Dile al sol" (1999.)
- "Qué puedo pedir" (1999.)
- "El libro" (1999.)
- "La estrella y la luna" (2000.)
- "Cuídate" (2000.)
- "París" (2000.)
- "La playa" (2001.)
- "Pop" (2001.)
- "Soledad" (2001.)
- "Mariposa" (2001.)
- "Tu pelo" (2001.)
- "La chica del gorro azul" (2002.)
- "Puedes contar conmigo" (2003.)
- "20 de Enero" (2003.)
- "Rosas" (2003.)
- "París (dernier rendez - vous)" (2003.)
- "Rosas (live)" (2004.)
- "Deseos de cosas imposibles" (2004.)
- "Vestido azul" (2004.)
- "Geografía" (2004.)
- "Historia de un sueño" (2004.)
- "Bonus track" (2004.)
- "Muñeca de trapo" (2006.)
- "Dulce locura" (2006.)
- "Perdida" (2006.)
- "En mi lado del sofá" (2006.)
- "El último vals" (2008.)
- "Inmortal" (2008.)
- " #Europa VII" (2009.)

## Filmografija
- La Oreja de Van Gogh (2002.)
- Gira 2003 (2003.)

## Vanjske poveznice
- Službene stranice sastava